# Max (voleibolista)
Max Jeferson Pereira, ou simplesmente Max (Bauru, 27 de janeiro de 1970), é um ex-voleibolista brasileiro que se destacou tanto nos clubes quanto na Seleção Brasileira de Voleibol Masculino.

## Carreira
No bairro Bela Vista, em Bauru, iniciava a carreira de um dos jogadores de voleibol que contribui para conquistas importantes para Seleção Brasileira de Voleibol Masculino. Max teve seus primeiros passos como atleta praticando esportes como tênis de mesa, basquete, handebol, natação, entre outros, e observava sua facilidade com saltos  atribuídos a seu vigor físico impressionante em torno de 16 ou 17 anos de idade, e pouco a pouco o despertava para o desportismo. Em 1987 foi convidado para integrar a equipe de voleibol da Luso, disputou Campeonato Paulista Juvenil e sua carreira seguiu promissoramente.
Aos 17 para 18 anos, já jogador profissional, sua primeira convocação para seleção brasileira foi em 1992 e em 1993 já era titular e sua maior emoção foi na final e conquista da Liga Mundial de Voleibol de 1993 com ginásio em São Paulo lotado. 
Aos 26 anos de idade  disputou sua primeira Olimpíada em  Atlanta1 996 numa campanha decepcionante ao chegando nas semifinais, pois o Brasil defendia o ouro de Barcelona 1992 e disputou a Olimpíada de Sydney 2000 não chegando as semifinais novamente. Seu último clube brasileiro foi o Vasco da Gama, passou  5 anos no voleibol japonês  encerrando sua carreira em 2006.
Em 2011 , morando Ribeirão Preto é convidado pela Secretaria Municipal de Esporte e Lazer (Semel) para ajudar o voleibol de Bauru, pois há  15 anos não há uma representação no voleibol nem no masculino e o feminino e aceitou a proposta de associar seu nome consagrado no esporte para atrair o patrocínio dos empresários e conscientizar os cidadãos da importância e necessidade do esporte na formação os praticantes.
Em 2011 Max vai integrar em Ribeirão Preto, o departamento esportivo do Palestra Itália, que há quatro anos está parado, terá o ex-jogador da seleção de vôlei Max Jeferson Pereira e Paulo Eduardo Costa, da Liga Regional de Basquete, para dar início à formação de atletas.
Eles atuarão na captação de investidores e fomentação de eventos. Segundo Raphael Viesti, vice-presidente, o Palestra deverá ter também, a partir de 2012, a metodologia na natação do medalhista olímpico Gustavo Borges.

## Clubes
| Clubes                        | País   | De   | Até  |
| ----------------------------- | ------ | ---- | ---- |
| Luso de Bauru                 | Brasil | 1987 | 1990 |
| AABB de Brasília              | Brasil | 1990 | 1994 |
| Banespa                       | Brasil | 1994 | 1995 |
| Report/Suzano                 | Brasil | 1995 | 1996 |
| Frangosul Ginástica           | Brasil | 1996 | 1997 |
| Report/Nipomed/Suzano         | Brasil | 1997 | 1998 |
| Telemig Celular/Unincor(MG)   | Brasil | 1999 | 2000 |
| Club de Regatas Vasco da Gama | Brasil | 2000 | 2000 |
| Toyoda Gosei Co. Ltda.        | Japão  | 2001 | 2002 |
| NEC Blue Rockets              | Japão  | 2002 | 2006 |

## Títulos e Resultados
Superliga Brasileira de Voleibol
- 1994/1995-6º  Lugar  Atuando pelo Banespa [7]
- 1995/1996-Vice-Campeão atuando pelo Papel/Report Suzano [7]
- 1997/1998-3º Lugar atuando pelo Report/Nipomed/Suzano [7]

V 1 League
- 2001/2002- Campeão atuando pelo Toyoda Gosei Co. Ltda

V.Premier Legue
- 2004- Vice-campeão NEC Blue Rockets

Torneio Nacional do Japão Kurowashiki
- 2004 Vice-campeão NEC Blue Rockets

Liga Mundial de Voleibol
- 1991 – 5º Lugar (Milão,  Itália
- 1992 – 5º Lugar (Gênova,  Itália
- 1996 – 5º Lugar (Roterdã , Países Baixos
- 1997 – 5º Lugar (Moscou,  Rússia
- 1998 – 5º Lugar (Milão,  Itália

## Premiação Individual
- 2001/2002- 8º melhor saque da V1 League  Japão

## Vida pessoal
Com sua esposa Ana Márcia tiveram os filhos: João Pedro, Marcelle, Rafael e Ana Laura 